# Парож
Парож (словен. Parož) — поселення в общині Добрна, Савинський регіон, Словенія. Висота над рівнем моря: 556 м. 